# Депутатская улица (Новосибирск)
Депута́тская улица — улица в Новосибирске. Начинается в административном квартале Железнодорожного района, пересекает улицу Революции, после чего прерывается двумя кварталами, примыкая к улице Урицкого. Другая часть улицы начинается в Центральном районе от Красного проспекта, пересекает Каменскую улицу и заканчивается, соединяясь с улицей Семьи Шамшиных. Между Каменской улицей и Красным проспектом к Депутатской улице с южной стороны примыкает Серебренниковская улица. Нумерация домов возрастает в восточном направлении.

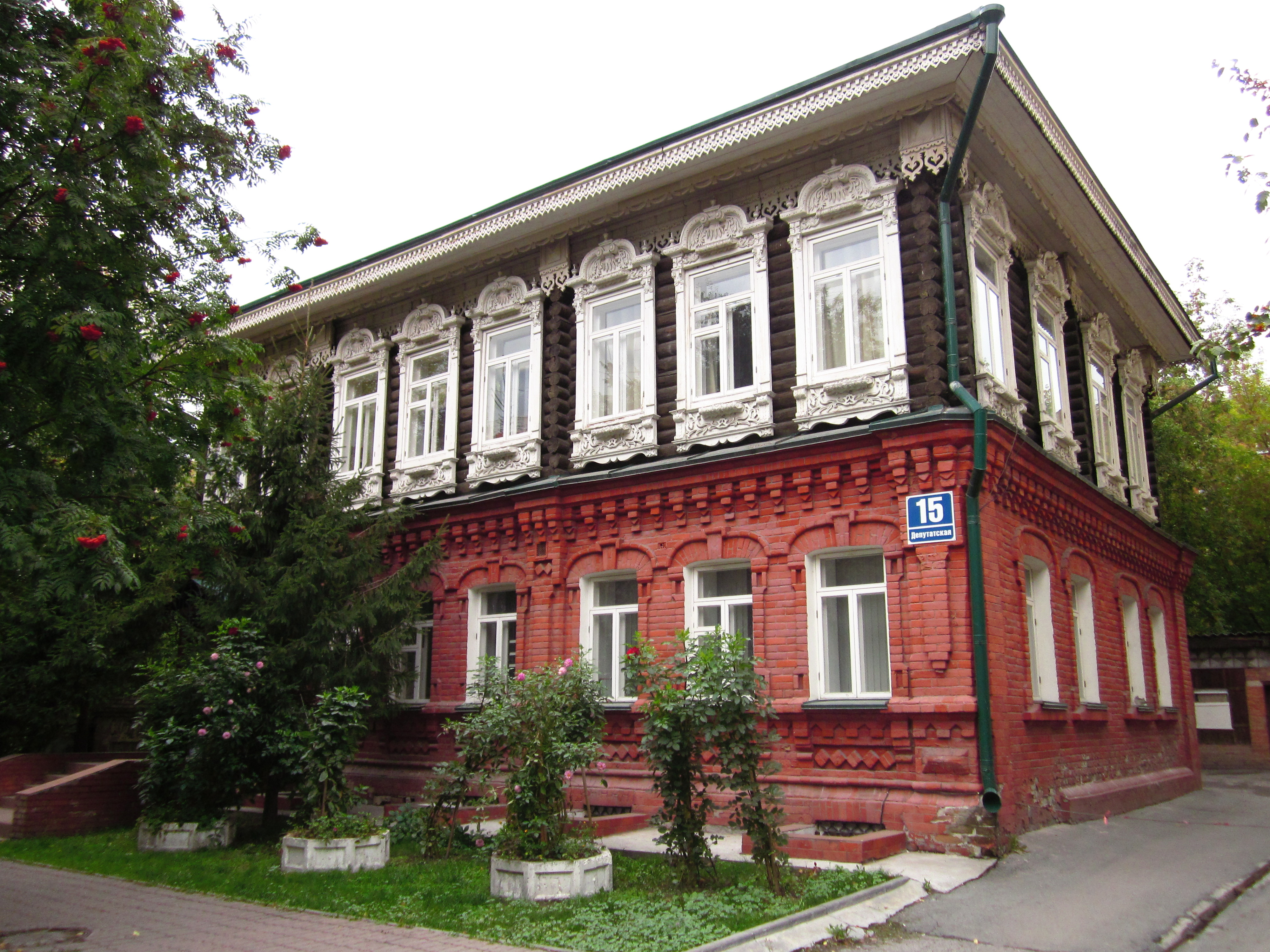
Дом Я. А. Истомина

## Исторические здания
- Дом Я. А. Истомина — двухэтажное здание, построенное в 1903—1905 годах. Владельцем был Яков Антонович Истомин, купец, некоторое время занимавший должность главы городской думы. Памятник архитектуры регионального значения.[2]
- Здание Промбанка — конструктивистское здание на углу Красного проспекта и Депутатской улицы, построенное в 1927 году. Известно также как мэрия Новосибирска, горсовет и горисполком. Здание неоднократно реконструировалось, и свой окончательный облик получило в 1954 году. Памятник архитектуры федерального значения.[3]

## Памятники
- Памятник первому городскому кинотеатру
- Памятник гимну
- Трон, скульптурная композиция

## Театры
В Железнодорожном районе расположен театр «Красный факел», боковым фасадом обращённый к Депутатской улице. В Центральном районе находится Театр оперы и балета, также обращённый к улице боковым фасадом.

## Радиостудии
- Радио Юмор
- Детское радио
- Радио Energy
- Радио Романтика
- Радио Шансон
- Авторадио

## Деловые центры
- Бизнес-центр на Каменской, 32
- Сити центр

## Организации
- Гимназия № 10
- НТКД, спортивная школа
- Израильский культурный центр
- Кофемолка, сеть кофеен

## Транспорт
На участке Депутатской улицы между Серебренниковской и Каменской улицами пролегает трамвайная линия и установлена остановка трамвая «Депутатская». По линии курсирует единственный маршрут № 13 (Гусинобродское шоссе — Писарева). На перекрёстке улицы с Красным проспектом находится вход на станцию метро «Площадь Ленина».

## Галерея

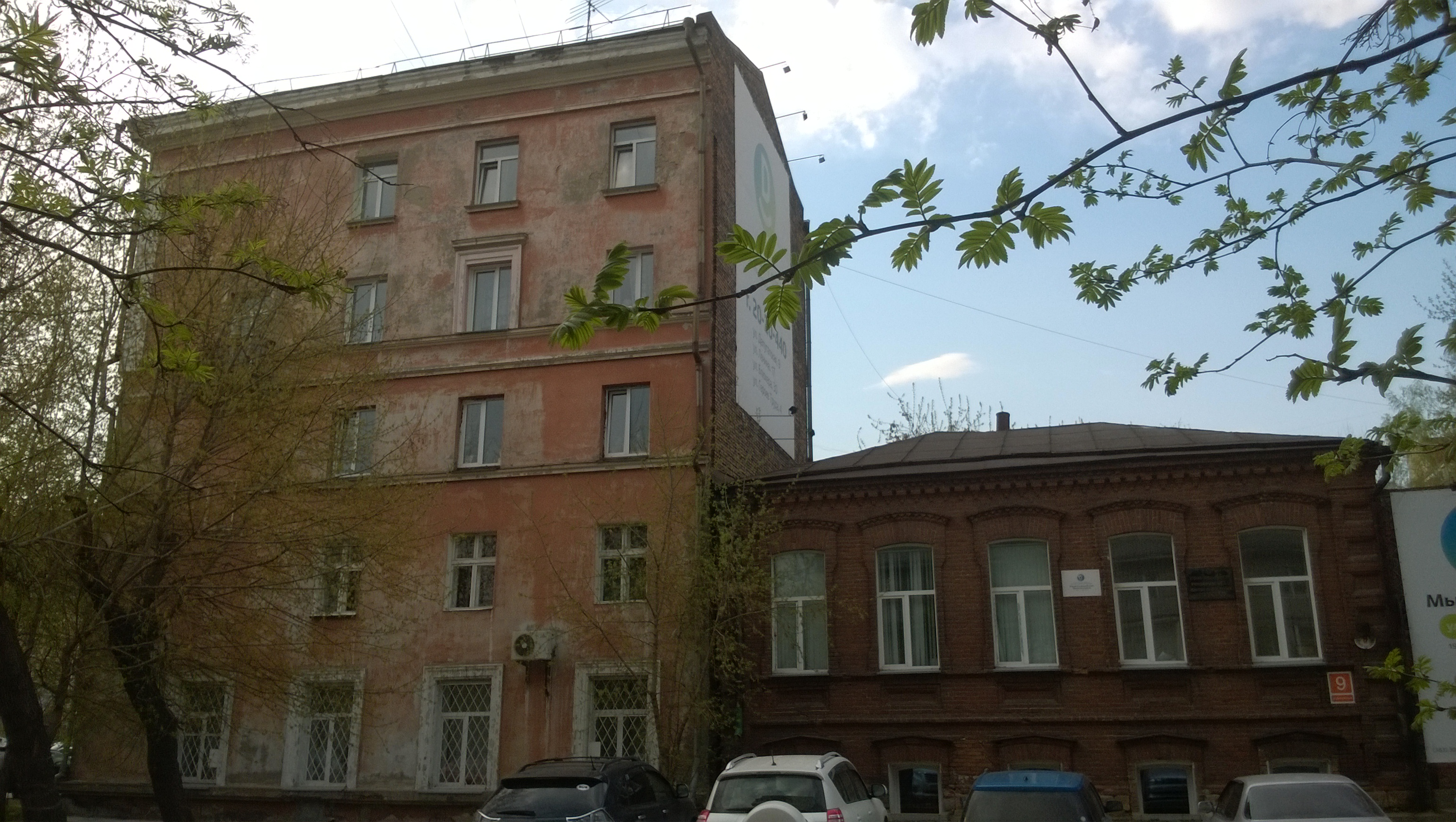
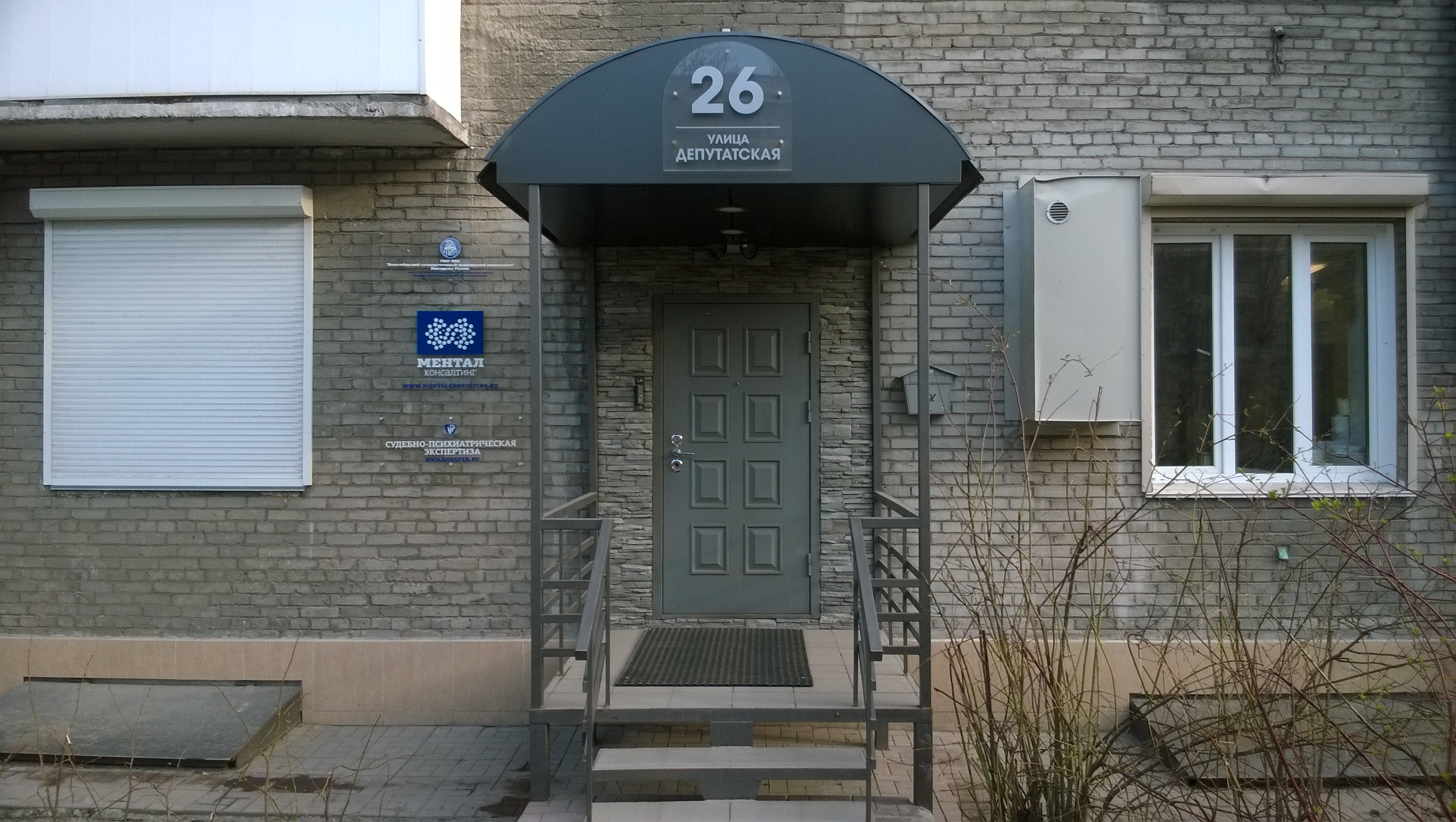
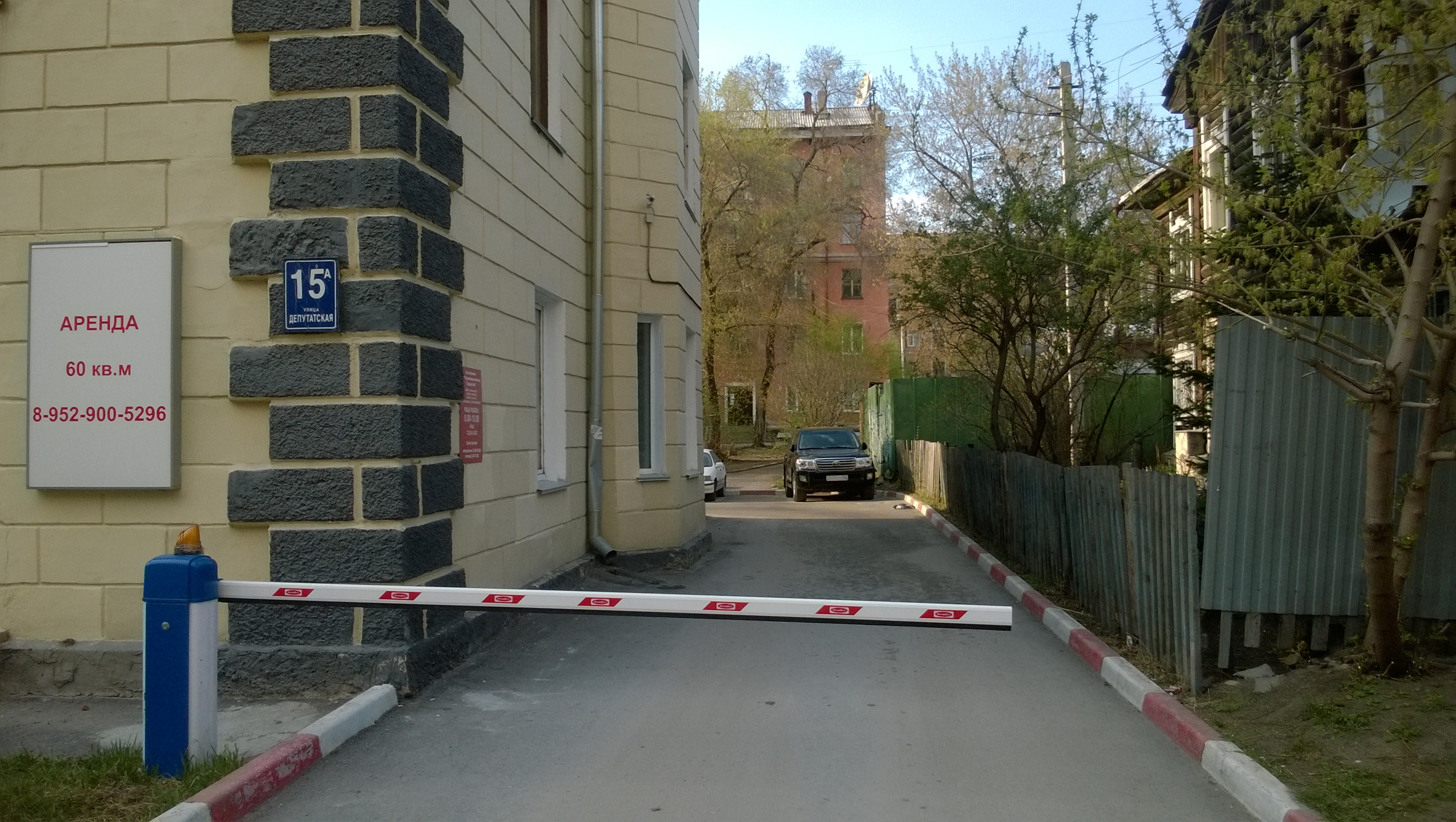
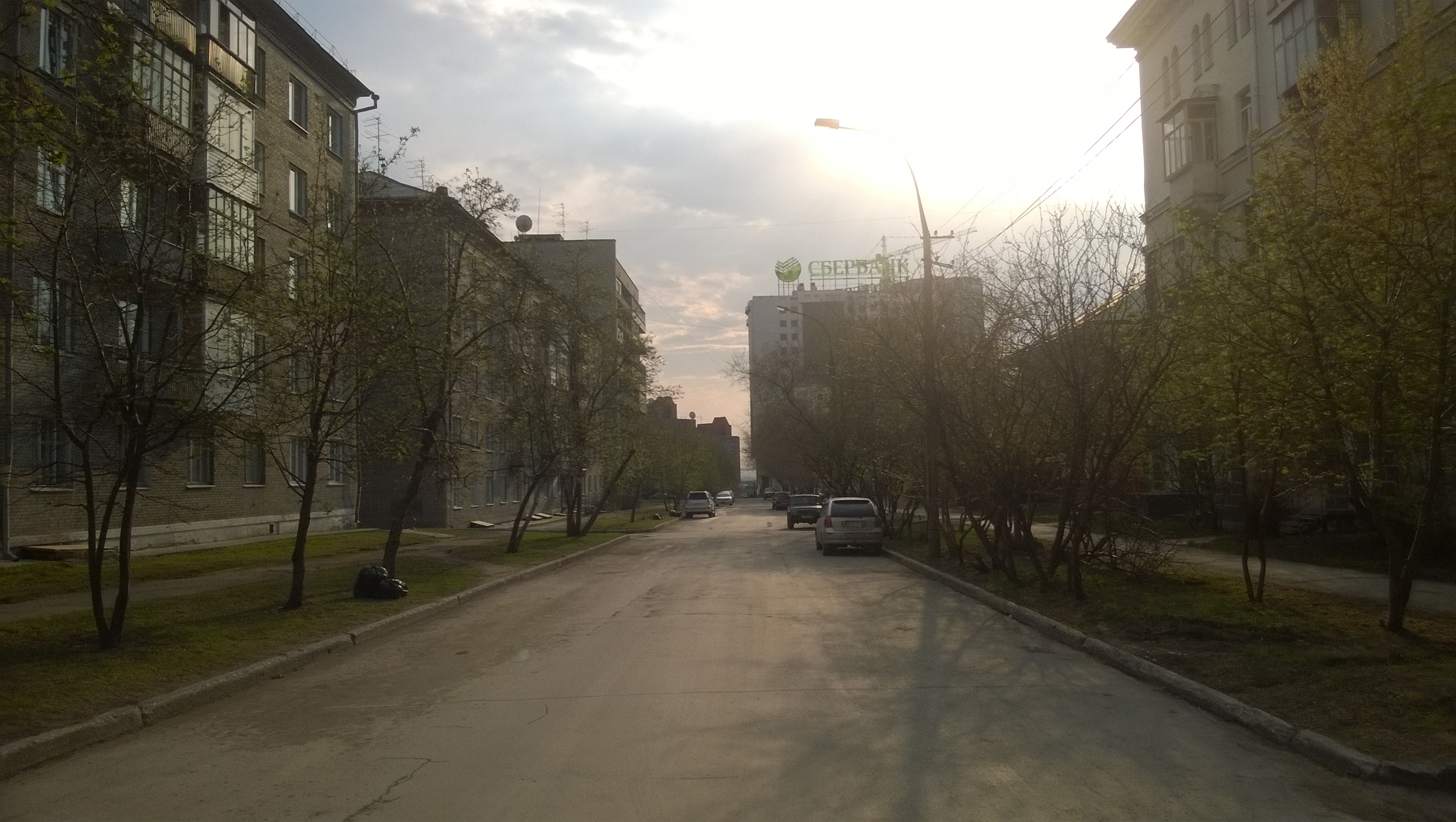
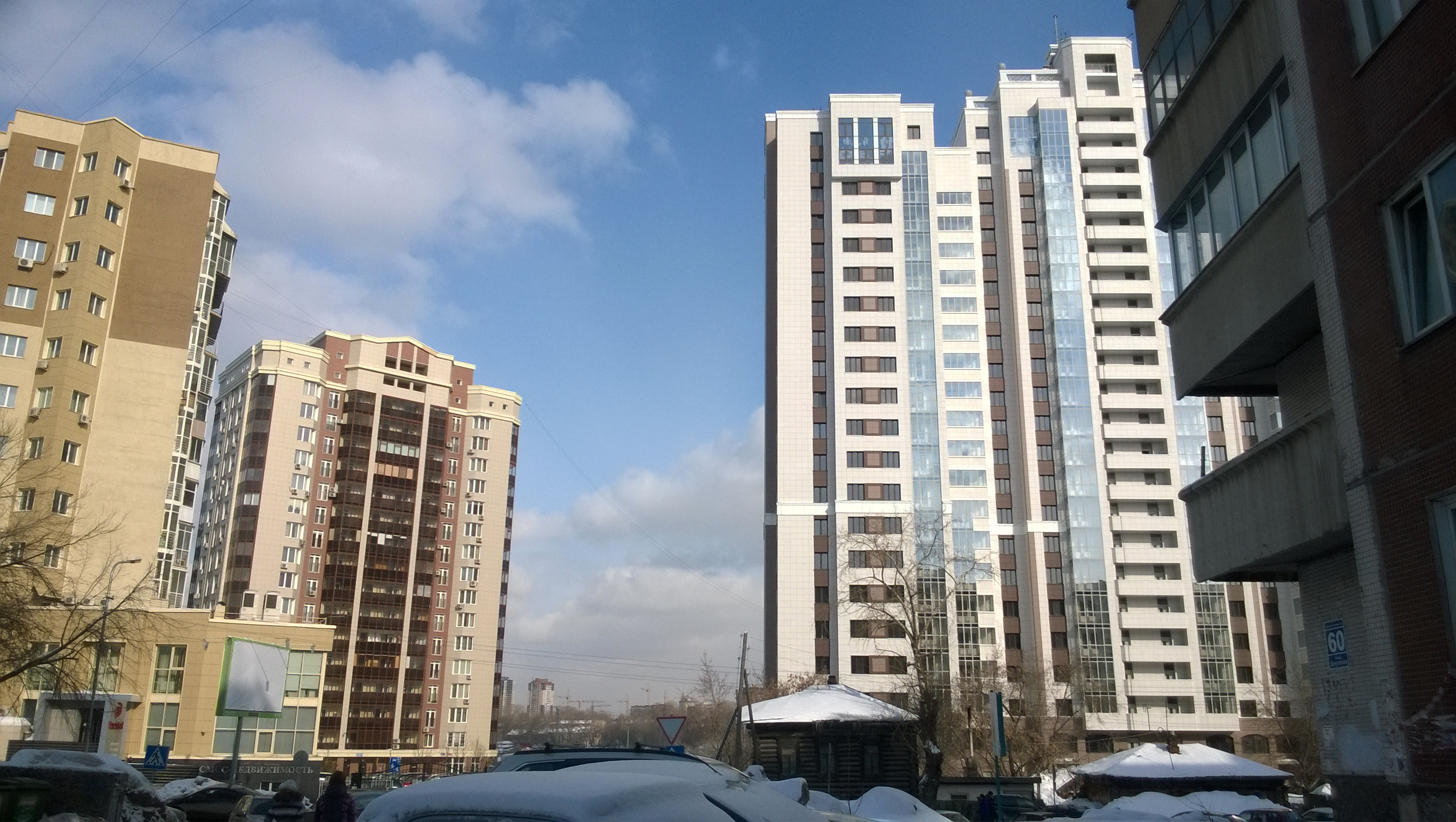

## Известные жители
- Матвей Степанович Батраков (1900—1995) — Герой Советского Союза, генерал-майор, военный комиссар Новосибирской области. Жил в доме № 26 с 1966 по 1995 год. На здании установлена мемориальная доска[4].
- Анатолий Степанович Иванов (1928—1999) — русский прозаик и сценарист, автор романа «Вечный зов». С 1957 по 1969 год жил в доме № 38, на котором 20 июня 2003 года была установлена мемориальная доска в память о писателе[5].
- Анатолий Васильевич Никульков (1922—2001) — писатель, историк, главный редактор журнала «Сибирские огни». Жил в доме № 38 с 1958 по 2001 год. В честь писателя на этом здании установлена мемориальная доска[5][6].
- Анна Яковлевна Покидченко (1926—2014) — советская и российская театральная актриса, народная артистка СССР[7].